# Доморацкие
Домарацкие, Доморацкие (бел. Дамарацкія, пол. Domaraccy, Domoraccy) — белорусский шляхетский и дворянский род герба «Остоя». Род включён во вторую часть дворянской родословной книги Могилёвской губернии, а также в «Оршанский гербовник». 

## Описание герба
В поле червлёном два полумесяца золотых, обращённых рогами один влево, другой вправо; а меж ними острием вниз меч, крыж которого имеет вид креста. Над шлемом три страусовых пера. 

## Известные представители
- Доморацкий Воин Федулович — Боровский городовой дворянин (1627—1629)[3].
- Доморацкий, Моисей Яковлевич (1834—1898) — генерал-лейтенант, герой русско-турецкой войны 1877—1878 годов.
- Марек Домарацкий[пол.] (р. 1964) — польский политик.